# Horseshoe Las Vegas
Das Horseshoe Las Vegas, bis 2022 Bally’s Las Vegas, ist ein Hotel- und Casino-Komplex am Las Vegas Strip. Eigentümer ist Caesars Entertainment.

## Geschichte

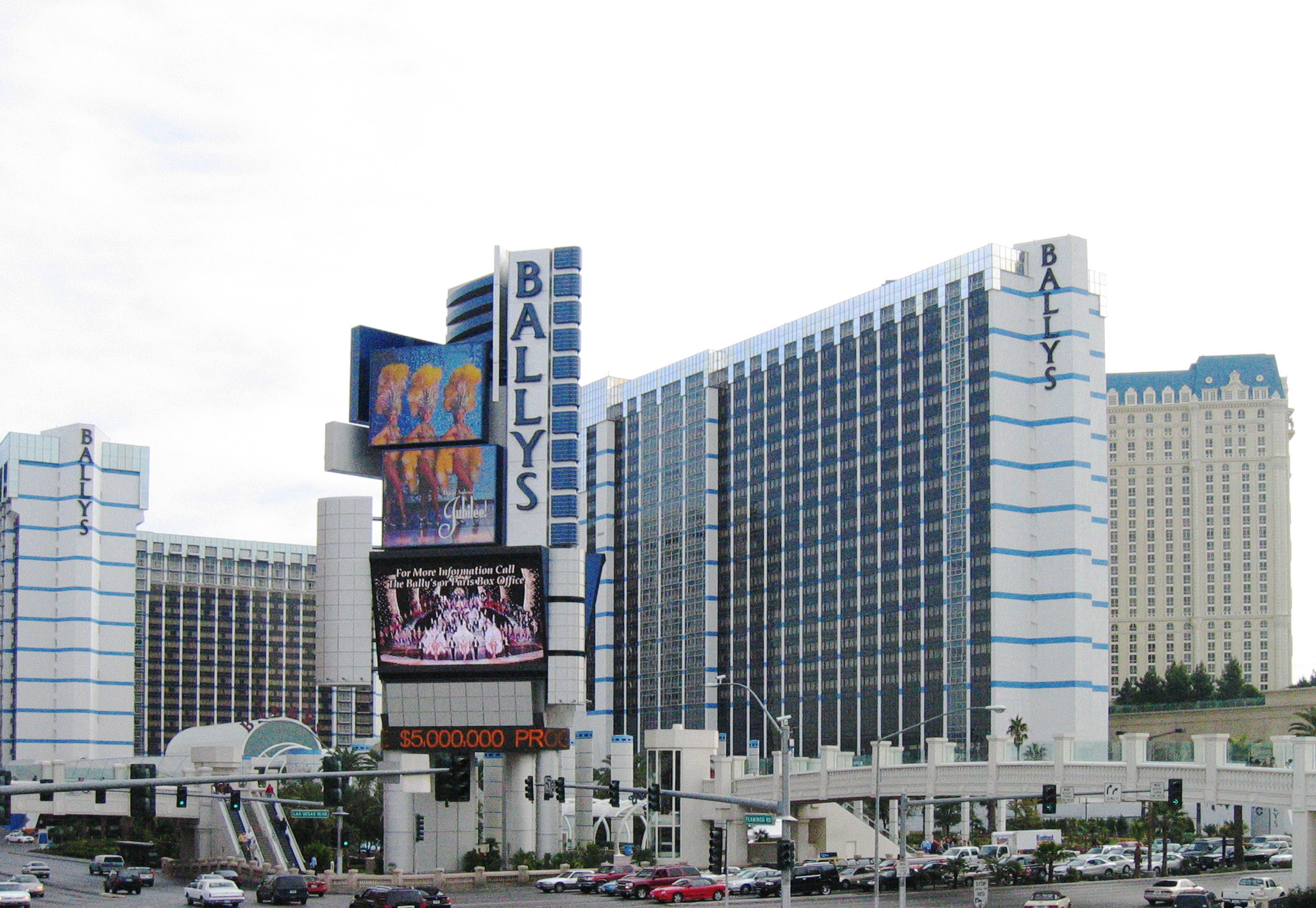
Das Bally’s (2006) aus Blickrichtung Caesars Palace

Das Hotel wurde am 5. Dezember 1973 als MGM Grand eröffnet. Eigentümer war der Unternehmer Kirk Kerkorian. Der Bau kostete 106 Millionen US$ und war zu diesem Zeitpunkt mit 2084 Zimmern (im heutigen North Tower) das größte Hotel der Welt. Es war eines der ersten Megaresorts in der Stadt, setzte damals neue Maßstäbe und gilt heute zusammen mit dem 1989 eröffneten Mirage als wichtigster Wegbereiter für die fortwährende  Entwicklung von Las Vegas.
Von 1974 bis 1980 lief im 800 Zuschauer fassenden Ziegfeld Room (mit der größten Bühne zu der Zeit) des MGM Grand die Show Halleluja Hollywood, die ein Tribut an die klassischen MGM Hollywood Musicals war und ein Produktionsbudget von 3 Millionen Dollar hatte. Von 1974 bis 1977 hatten Siegfried und Roy ein Engagement im Rahmen der Show. 1980 wurde die letzte Show von HBO aufgezeichnet, in dem Gene Kelly die Rolle des Gastgeber übernahm.
Am 21. November 1980 brach in einem Restaurant im Casinobereich des Hotels ein Feuer aus, bei dem 85 Menschen starben. Das Feuer breitete sich rasch im ganzen Hotel aus und ist gemessen an der Anzahl der Todesopfer die größte Katastrophe des Bundesstaates Nevada und die drittgrößte Katastrophe in einem US-Hotel. Die zerstörten Bereiche wurden innerhalb von acht Monaten wiederaufgebaut. Ein zum Zeitpunkt der Katastrophe gerade in Bau befindlicher weiterer Hotelturm blieb unbeschädigt und wurde 1981 eröffnet. Es handelt sich dabei um den dem Strip am nächsten gelegenen Teil der Anlage (South Tower). Zum Zeitpunkt des Brandes befand sich der deutsche Komiker Otto Waalkes im 26. Stockwerk des Gebäudes. Unter anderem in einem ZDF-Interview anlässlich seines 70. Geburtstags erzählte er, dass ihn die Feuerwehr in buchstäblich letzter Minute retten konnte.
1985 wurde das Hotel für 594 Millionen US-Dollar von der Bally Entertainment Corporation gekauft. Erst ab diesem Zeitpunkt trug es den Namen Bally’s. Der bisherige Name MGM Grand wurde mit dessen Fertigstellung auf das neue MGM Grand Hotel übertragen. 1995 folgte der Verkauf an Hilton Worldwide, wobei die Casino Resorts Division von Hilton 2003 als Caesars Entertainment ausgegliedert wurde. Bally’s gehört damit heute zur selben Gruppe wie die Hotels Caesars Palace und Flamingo.
Die Zimmer im T-förmigen Hauptgebäude (North Tower) wurden im Jahr 2004 renoviert.
Das Wahrzeichen des Hotels, der Garden Walkway, wurde im Jahr 2014 geschlossen. Dieser bestand aus zwei Fahrsteigen, welche in einer  spiralförmigen, mit Neonleuchten in Szene gesetzten, Konstruktion durch eine Gartenlandschaft führten. An seiner Stelle entstanden bis Anfang 2015 die Grand Bazaar Shops, ein Gastronomie- und Einkaufsbereich auf 4100 m².
Seit Mai 2022 ist der Komplex gemeinsam mit dem Paris Las Vegas Schauplatz der jährlich ausgetragen World Series of Poker, die auch als Poker-Weltmeisterschaft bezeichnet wird und die wichtigste Pokerturnierserie weltweit darstellt. Im Dezember 2022 wurde das Bally’s in Horseshoe Las Vegas umbenannt.
Eine Haltestelle der Las Vegas Monorail bedient das Hotel direkt.